# 생명을 판 사나이
"생명을 판 사나이"는 한국에서 제작된 신현호 감독의 1966년 영화이다. 이예춘 등이 주연으로 출연하였고 최동권 등이 제작에 참여하였다.

## 출연

### 주연
- 이예춘
- 최지희
- 도금봉

## 기타
- 원작자: 정창환
- 조명: 이종면
- 미술: 김성배